# Khagrachhari (distrikt)
Khagrachhari (bengali: খাগড়াছড়ি, engelska: Chengmi, Khagrachari, Khagrachhari District) är ett distrikt i Bangladesh.   Det ligger i provinsen Chittagong, i den östra delen av landet, 160 km öster om huvudstaden Dhaka. Antalet invånare är 613 917.
I omgivningarna runt Khagrachhari växer huvudsakligen savannskog. Runt Khagrachhari är det tätbefolkat, med 308 invånare per kvadratkilometer.